# Черкаська дитяча художня школа імені Данила Нарбута
Черка́ська дитя́ча худо́жня шко́ла і́мені Дани́ла На́рбута — позашкільний навчальний заклад в місті Черкаси, єдиний спеціалізований художній, який носить ім'я Данила Нарбута. Знаходиться у будівлі, де раніше знаходилась єврейська гімназія. Будівля школи, пов’язана з польським архітектором В. В. Городецьким, була збудована на початку ХХ ст. (в 1910-х роках) 
Черкаська художня школа ім. Данила Нарбута є початковою ланкою спеціальної мистецької освіти, яка дає змогу дітям оволодіти художньою майстерністю та отримати початкову професійну художню освіту в галузі образотворчого та декоративно-ужиткового мистецтва, архітектури, дизайну, комп'ютерної графіки тощо. 
У школі функціонують два відділення – декоративно-прикладне і станкове.

Навчання в школі проходить з 6 до 18 років. 

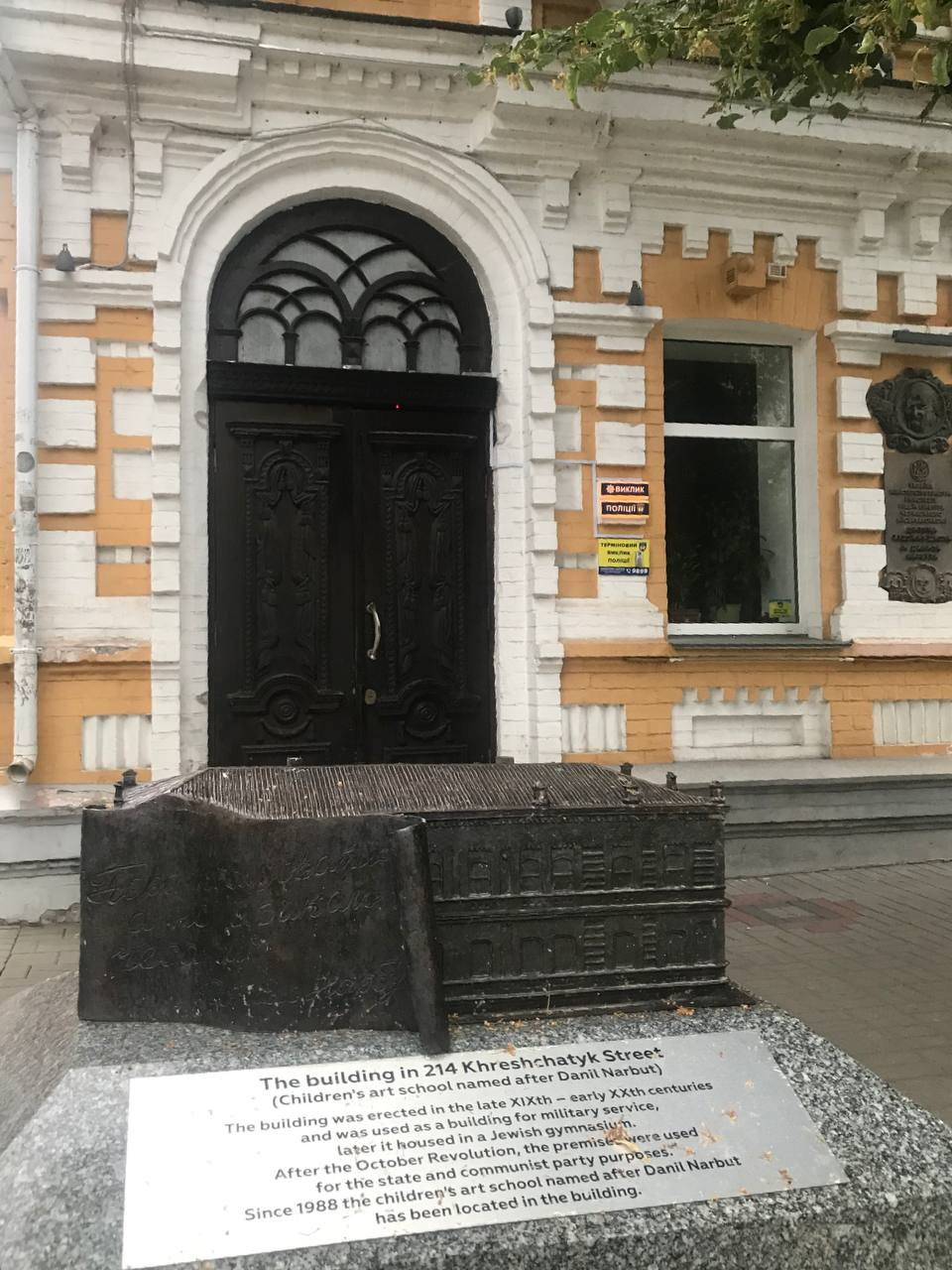
Будівля Черкаської дитячої художньої школи імені Данила Нарбута (колишня єврейська гімназія)
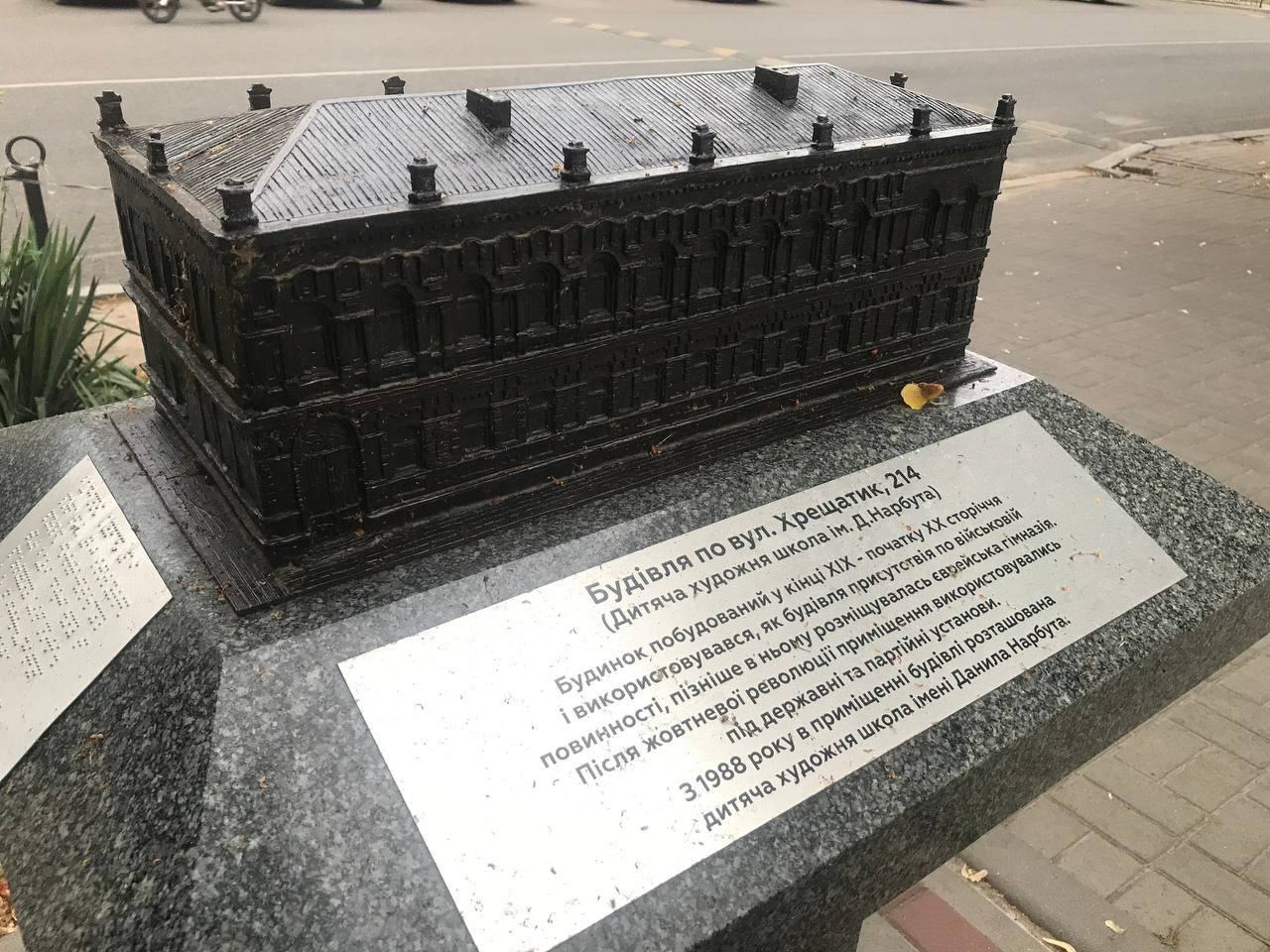
Мініатюрна модель будівлі школи імені Нарбута
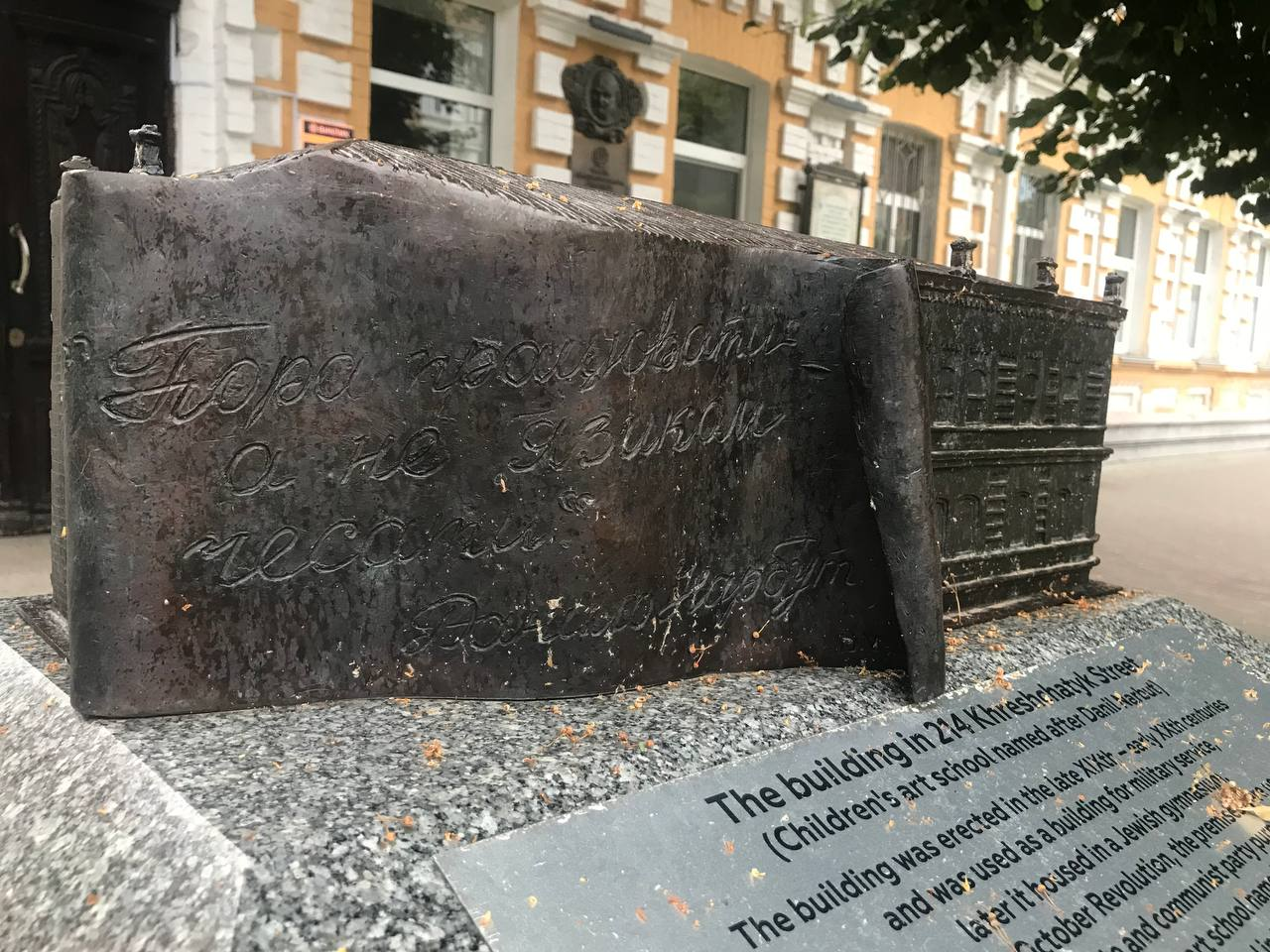
Цитата Данила Нарбута: Пора працювати, а не язиком чесати
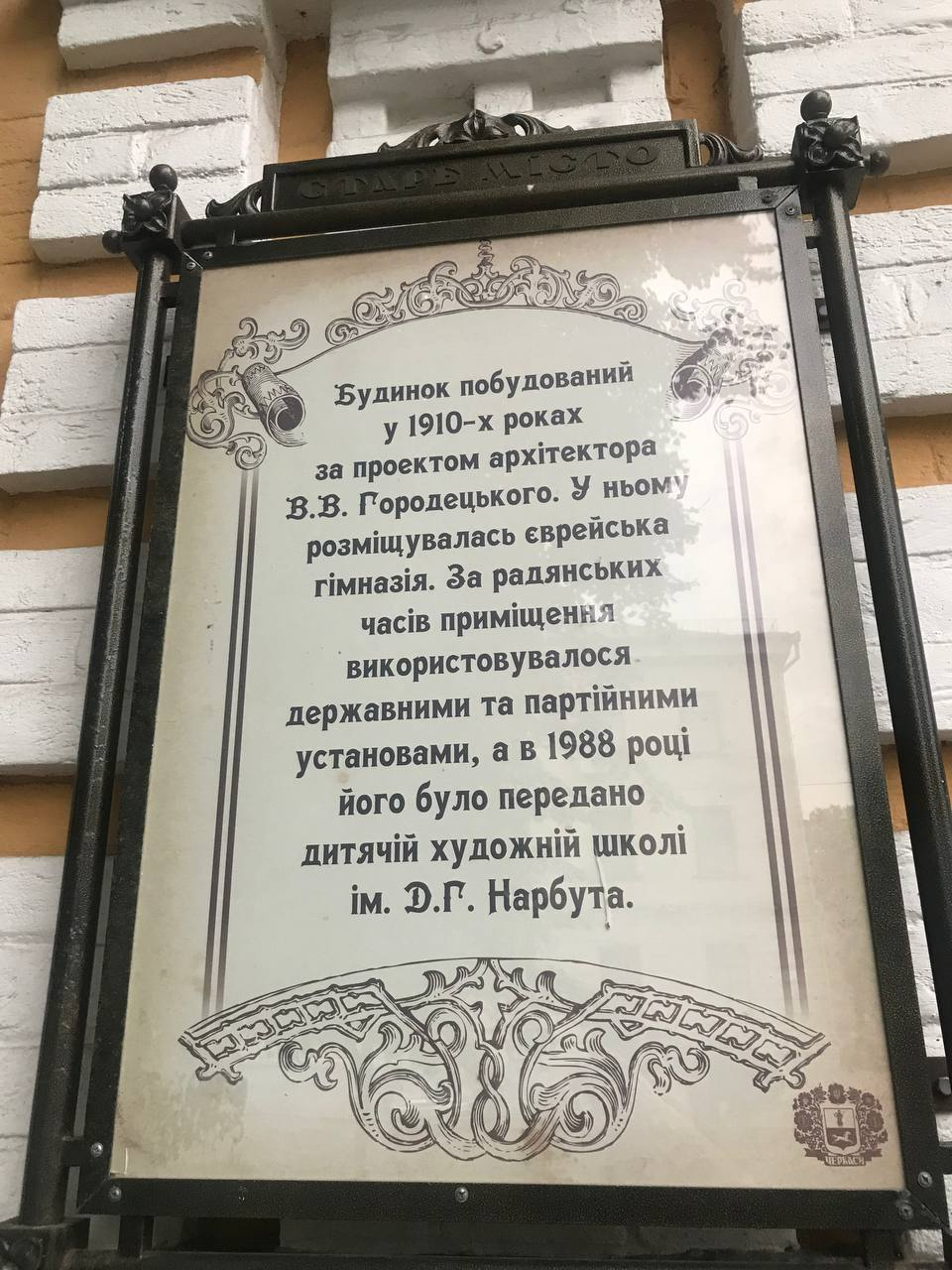
Інформаційний стенд про будівлю школи Нарбута

Дитяча художня школа була відкрита 10 вересня 1978 р. Тоді вона була розташована у холі та актовій залі Черкаської школи №12 . На той момент у школі було 3 викладача та 60 учнів 
Поступово школа набувала свого розвитку, кількість учнів збільшувалась, помітно зростала матеріально-технічна база. У 1988 р. школі була передана колишня будівля єврейської гімназії .
У вересні 2023 р. у школі працювало 22 викладачі і навчалось 506 дітей . Викладають відомі художники України Володимир Яковець, Тетяна Сосуліна, Лев Недосєко, дизайнерка Ірина Попова, фотографка  Анна Алабіна, засновниця видання «Черкаська майстерня друку» Юлія Чабаненко, Ігор Солодовніков, Ольга Курська, Тетяна Черевань та інші .
З 1998 року рішенням Черкаської міської ради художній школі було присвоєно почесне ім'я видатного українського художника Данила Нарбута.
У 2015-2016 н.р. випускниками школи став 51 учень, а в 2016-2017 н.р. - 54 випускника [джерело?].
У вересні 2023 року школа відзначила 45-річчя. За 45 років роботи Черкаська дитяча художня школа ім. Данила Нарбута випустила 2 254 учня . Багато з колишніх випускників художньої школи стали відомими особистостями на Черкащині: Ольга Гладун – директор Черкаського обласного художнього музею, кандидат мистецтвознавства; Інна Яковець – завідуюча кафедрою дизайну Черкаського державного технологічного університету, професор; Юлія Чабаненко – засновниця видання «Черкаська майстерня друку»; Ігор Солодовніков, Ольга Курська, Тетяна Черевань і ще багато відомих імен художників .

## Діяльність
Школа тісно співпрацює з мистецькими кафедрами черкаських коледжів та університетів.
Школа є активною учасницею міських та обласних мистецьких заходів, проводить виставки, конкурси. У 2015-2016 н.р. учні ДХШ ім. Данила Нарбута прийняли учать у 43 конкурсах та виставках образотворчого мистецтва: міжнародних - 1, Всеукраїнських - 9, обласних - 18 [джерело?].
Школа презентує роботи своїх вихованців у Польщі, Словаччині, Японії, Македонії, Болгарії, Сербії, Ірані, Канаді та США.
У 2016 р. було відкрито виставку із понад 100 художніх робіт учнів, випускників та викладачів школи, а також було видано каталого, присвячений 100-річчю з дня народження Д.Нарбута, до якого ввійшло близько 60 учнівських робіт .
Щороку школа організовує звітні виставки робіт своїх вихованців. У травні 2024 р. виставка  мала назву «Дитяча палітра: графіка, живопис скульптура».На ній були представлені творчі доробки учнів за 2023-2024 навчальний рік - натюрморти, портрети, сюжетні композиції, скульптурні твори та скульптурні композиції .
Під час російсько-української війни вчителі та учні школи займаються волонтерством, беруть участь у благодійних аукціонах на допомогу Збройним Силам України, надсилають свої роботи на підтримку воїнам, проводять арт-терапевтичні заходи для внутрішньо-переміщених осіб та військових, що проходять реабілітацію на Черкащині. Тільки за 2022−2023 навчальний рік викладачі та учні художньої школи розписали понад 100 тубусів від снарядів і майже 500 гільз . Більшість артоб'єктів створювали у співпраці з Громадською організацією «Наш Батальйон» .

## Досягнення
У 2009 році учениці школи Марії Прокопенко було призначено стипендію міського голови «За високі досягнення в галузі декоративно-прикладного мистецтва, художньої творчості». Вона є неодноразовою переможницею обласних виставок образотворчого мистецтва та дипломантом Всеукраїнського конкурсу дитячих та юнацьких малюнків «Я люблю Україну!» .
У 2017 році учениця Анастасія Федорець (викладач Тетяна Сосуліна) отримала Гран - прі XIV Міжнародного дитячого фестивалю "Світ талантів" 

## Презентація робіт школи
З нагоди 45-річчя школи в Черкаському обласному художньому музеї відкрилася виставка «Викладачі. Учні. Випускники». В експозиції – 150 робіт, створених учнями, викладачами та випускниками цієї художньої  школи .
У травні 2024 р. була організована звітна виставка робіт вихованців школи під назвою «Дитяча палітра: графіка, живопис скульптура» .